# 粗皮醜鰩
粗皮醜鰩（學名：Malacoraja spinacidermis），為軟骨魚綱鰩目鰩科醜鰩屬的一種，分布於東大西洋巴芬灣-戴維斯海峽近海至冰島-法羅群島海脊，非洲西北部、納米比亞南部和南非近海海域，深度450至1570公尺，本魚體盤寬，近呈五邊形，吻部尖，體盤上部為板岩灰色或灰褐色，但成年雄魚的胸鰭和腹鰭的後緣和鰭爪為深褐色，下方呈深褐色，有時有淺色的斑點，體長可達70公分，棲息在大陸坡及深海平原海域，為底棲性魚類，肉食性，卵生，生活習性不明。